# Мамсуров, Таймураз Дзамбекович
Таймура́з Дзамбе́кович Ма́мсуров (осет. Мамсыраты Дзамбеджы фырт Таймураз; род. 13 апреля 1954, Беслан, Северо-Осетинская АССР, РСФСР, СССР) — советский и российский государственный и партийный деятель. Сенатор Российской Федерации в Совете Федерации России — представитель от исполнительной власти Республики Северная Осетия — Алания с 14 сентября 2015. Вошёл в Комитет Совета Федерации по обороне и безопасности.
Глава Республики Северная Осетия — Алания с 7 июня 2005 по 5 июня 2015. Писатель, педагог, профессор. Кандидат исторических наук. Доктор политических наук (2002).
Из-за поддержки нарушения территориальной целостности Украины во время российско-украинской войны находится под персональными международными санкциями  Евросоюза, США, Великобритании и ряда других стран.

## Биография
Родился 13 апреля 1954 года в городе Беслан Правобережного района Северо-Осетинской АССР. По национальности осетин.
В 1976 году окончил Северо-Кавказский горно-металлургический институт (факультет промышленного и гражданского строительства). Трудовую деятельность начал мастером участка ПМК-815 треста «Севкавэлеваторстрой».
С 1978 года находился на комсомольской работе. В 1982 году был переведён в Москву, где работал инструктором отдела комсомольских организаций ЦК ВЛКСМ.
В 1983 году вернулся в республику и был избран первым секретарём Северо-Осетинского обкома ВЛКСМ. С 1985 года постоянно избирался депутатом высшего законодательного и представительного органа власти республики.
В 1986 году поступил в аспирантуру Академии общественных наук при ЦК КПСС, в 1989 году защитил диссертацию на соискание учёной степени кандидата исторических наук. Также является доктором политических наук (2002).
По возвращении в республику работал инспектором Северо-Осетинского обкома КПСС, а с 1990 года — председателем исполнительного комитета Правобережного Совета народных депутатов г. Беслан.
В 1994 году был избран первым заместителем председателя Верховного Совета Республики Северная Осетия — Алания.
С 1995 года Мамсуров — глава администрации местного самоуправления Правобережного района Республики Северная Осетия — Алания.
С февраля 1998 года по октябрь 2000 года работал председателем Правительства РСО — Алания.
19 октября 2000 года Мамсуров был избран председателем Парламента Республики Северная Осетия — Алания второго, а в 2003 году — третьего созывов.
В марте 2002 года избран секретарём политсовета Северо-Осетинского регионального отделения партии «Единая Россия».
7 июня 2005 года Парламент РСО-А поддержал предложение президента В. В. Путина о наделении Т. Д. Мамсурова полномочиями главы Республики Северная Осетия — Алания.
С 25 сентября 2007 по 27 мая 2008 и с 22 февраля по 3 октября 2013 — член президиума Государственного совета Российской Федерации.
В октябре 2007 года решением Высшей аттестационной комиссии РФ Таймуразу Мамсурову присвоено учёное звание профессора кафедры социологии и политологии СКГМИ.
17 декабря 2007 года на VIII съезде партии «Единая Россия» Глава Северной Осетии Таймураз Мамсуров избран в состав Высшего совета партии (выведен из его состава в 2016 году).
29 апреля 2010 года Парламент РСО-А большинством голосов поддержал предложение Президента России Д. А. Медведева о наделении Т. Д. Мамсурова полномочиями главы Республики Северная Осетия — Алания на второй срок.
21 марта 2012 года назначен специальным представителем Президента России по Южной Осетии.
5 июня 2015 года освобождён от должности Главы Республики Северная Осетия — Алания указом Президента России в связи с истечением срока полномочий.
С 14 сентября 2015 — член Совета Федерации Федерального собрания Российской Федерации — представитель от исполнительной власти Республики Северная Осетия — Алания.

## Семья
Женат. Воспитал сына и троих дочерей.

## Факты из жизни
- 1—3 сентября 2004 года двое детей (сын и одна из дочерей) Таймураза Мамсурова находились в числе заложников в захваченной террористами школе № 1 в Беслане. На предложение бывшего президента Ингушетии Руслана Аушева, участвовавшего в переговорах с боевиками, поспособствовать освобождению детей Мамсурова последний ответил категорическим отказом. Его дочь и сын были ранены во время освобождения школы, но остались живы[10][11].
- В начале войны в Грузии 2008 года Мамсуров направился в укреплённый перед боями и наполненный военной техникой[12] югоосетинский город Джава, где встретился с президентом непризнанной республики Эдуардом Кокойты. Пресса сообщала, что автоколонна, в которой находился Мамсуров, подверглась бомбардировке грузинской авиацией[13]. Официально колонна называлась гуманитарной[14], однако, по заявлению журналистки Юлии Латыниной, присутствовавшие в колонне «добровольцы» (около тысячи человек[12]) являлись пророссийскими боевиками из Северной Осетии[15].

## Санкции
9 марта 2022 года, на фоне вторжения России на Украину, внесён в санкционный список всех стран Европейского союза за поддержку  ратификации договоров о дружбе с самопровозглашёнными ЛНР и ДНР.
24 марта 2022 года внесён в санкционный список Канады «соратников режима» за «содействие в нарушения суверенитета и территориальной целостности Украины».
7 сентября 2022 года попал под санкции Украины за «поддержку незаконным попыткам России аннексировать суверенную украинскую территорию путем проведения фиктивных референдумов».
30 сентября 2022 года внесён санкционный список Соединенных Штатов Америки «за аннексию Путиным регионов Украины» и одобрения закона о фейках. Государственный департамент отмечает что сенаторы  «проголосовали за одобрение просьбы Путина о вводе войск в Украину, что послужило неоправданным предлогом для полномасштабного вторжения России в Украину».
По аналогичным основаниям находится под санкциями Великобритании, Швейцарии, Австралии и Новой Зеландии.

## Произведения, научные труды

### Произведения
- «Построй свою башню» — литературно-художественное издание (Мин. Воды, 2003)

### Научные труды
- «Этнополитические региональные проблемы развития российского федерализма» — диссертация на соискание степени доктора политических наук;
- «Регионы — центр: проблемы согласования интересов» — монография (М., 2000);
- «Российский федерализм: национально-этнический контекст» — монография (М., 2001);

## Учёные звания, степени
- Кандидат исторических наук — Академия общественных наук при ЦК КПСС, 1989 год;
- Доктор политических наук — 2002 год;
- Профессор — кафедра политологии СКГМИ.

## Награды
- Орден «За заслуги перед Отечеством» III степени (21 мая 2024 года) — за большой вклад в развитие парламентаризма, активную законотворческую деятельность и многолетнюю добросовестную работу[24].
- Орден «За заслуги перед Отечеством» IV степени (2012) — за большой вклад в социально-экономическое развитие республики и многолетнюю добросовестную деятельность[25][26].
- Орден Александра Невского (24 августа 2021 года) — за большой вклад в развитие парламентаризма и активную законотворческую деятельность[27]
- Орден Дружбы (11 апреля 2014 года) — за заслуги перед государством и многолетнюю добросовестную работу[28].
- Орден «Знак Почёта».
- Медаль «За трудовое отличие».
- Благодарность Президента Российской Федерации (4 октября 2008 года) — за активную работу по организации приёма беженцев из Южной Осетии и оказанию гуманитарной помощи пострадавшим[29].
- Почетная грамота Правительства Российской Федерации (17 января 2023 года) — за большой вклад в развитие российского парламентаризма и активную законотворческую деятельность[30]
- Орден святого благоверного князя Даниила Московского II степени (июнь 2002 года) — церковная награда РПЦ.
- Орден Святого Саввы Освященного — высшая награда Александрийской православной церкви.
- Орден «Уацамонга» (Южная Осетия, 23 февраля 2010 года) — за большой личный вклад в организацию отражения агрессии Грузии против Республики Южная Осетия, проявленные при этом мужество и самоотверженность[31].
- Медаль «За вклад в укрепление обороны Российской Федерации» (Минобороны России, 30 января 2023 года)[32].
- Медаль «За боевое содружество» (МВД России, 2011 год)[33].
- Благодарственное письмо Главы Чеченской Республики (4 июня 2013 года) — за профессиональную подготовку и безупречную службу сотрудников Оперативной  группы ФСИН России, направленных для выполнения служебно-боевых задач по охране и обороне комплекса правительственных зданий и сооружений Чеченской Республики[34].
- Серебряная медаль и почётный диплом Института Св. Мартина (Италия, декабрь 2004 года).
- Почётный знак РСПП (февраль 2006 года) — за активную работу по созданию инвестиционной инфраструктуры, развитию территорий и продвижению регионов РФ в российском и международном бизнес — сообществе и в связи с 15-летием Российского союза промышленников и предпринимателей.